# Žibininkai
Žibininkai je vesnice v seniorátu Kretinga (Kretingos seniūnija) v okrese Kretinga (Kretingos rajono savivaldybė) v Klaipėdském kraji v severozápadní Litvě. Geograficky se nachází v nížině Pajurio žemuma a převážně na pravém břehu potoka Žiba (přítok řeky Darba). Původně farmářská vesnice, která se stala turisticky zajímavou destinací. Nachází se asi 4,1 km od pobřeží Baltského moře.

## Etymologie a historie
Obec je pojmenována podle místního potoka Žiba. Archeologické nálezy potvrzují osídlení již od pravěku. První písemná zmínka o místu pochází až z roku 1738. V letech 1769 a 1775 zde probíhala rolnická povstání. V roce 1819 se Žibininkai, spolu s oblastí Palangy, stalo součástí Kurské gubernie Ruského impéria. V letech 1918 až 1921 patřilo Žibinkiai sousednímu Lotyšsku. Po druhé světové válce působili v okolních lesích partyzáni, kteří bojovali proti sovětské nadvládě. Dne 7. února 1949 byla partyzánská skupina obklíčena a poražena. Šesti partyzánům se podařilo uniknout z obklíčení, ale později byli dopadeni a zastřeleni. Partyzánské období připomíná památník a obnovený partyzánský bunkr Žibininkų partizanų bunkeris.

## Další informace
V roce 2022 trvale žilo ve vesnici 47 obyvatel. V obci se nachází zábavní areál HBH Juozo alus, který se skládá z farmy, hostinců, restaurací, hřebčína, zvěřince, sportovišť, bludiště, rozhledny, dětských hřiští atp. Dalším známým areálem vesnice je Atostogų Parkas, který je největším rekreačním a zdravotním komplexem v západní Litvě s množstvím bazénů, saun a dalších vodních atrakcí a aktivit a také s rozhlednou Atostogų Parkas a ubytováním v hotelu nebo roubených chatách.

## Galerie

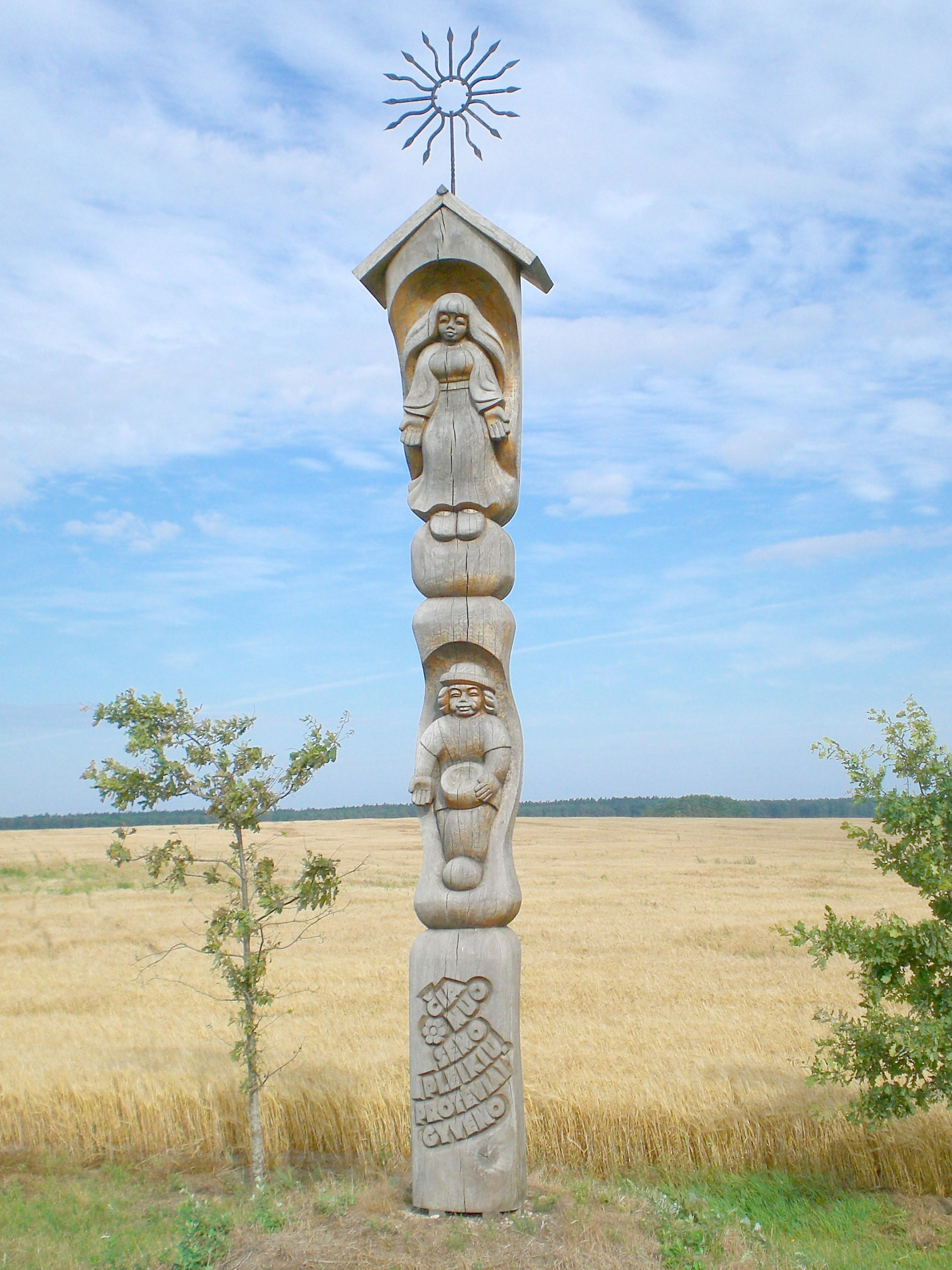
Dřevěný sloup u vesnice
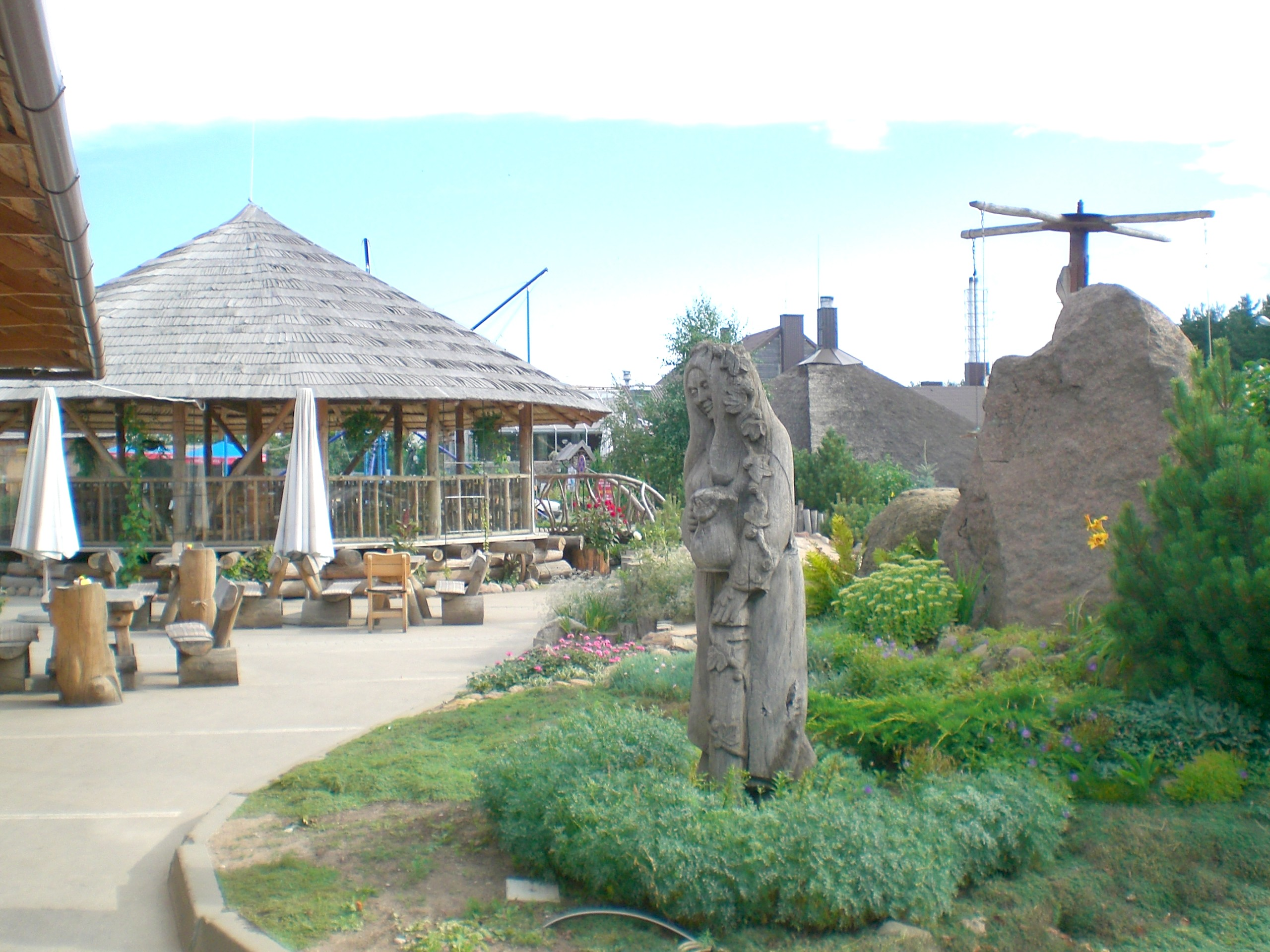
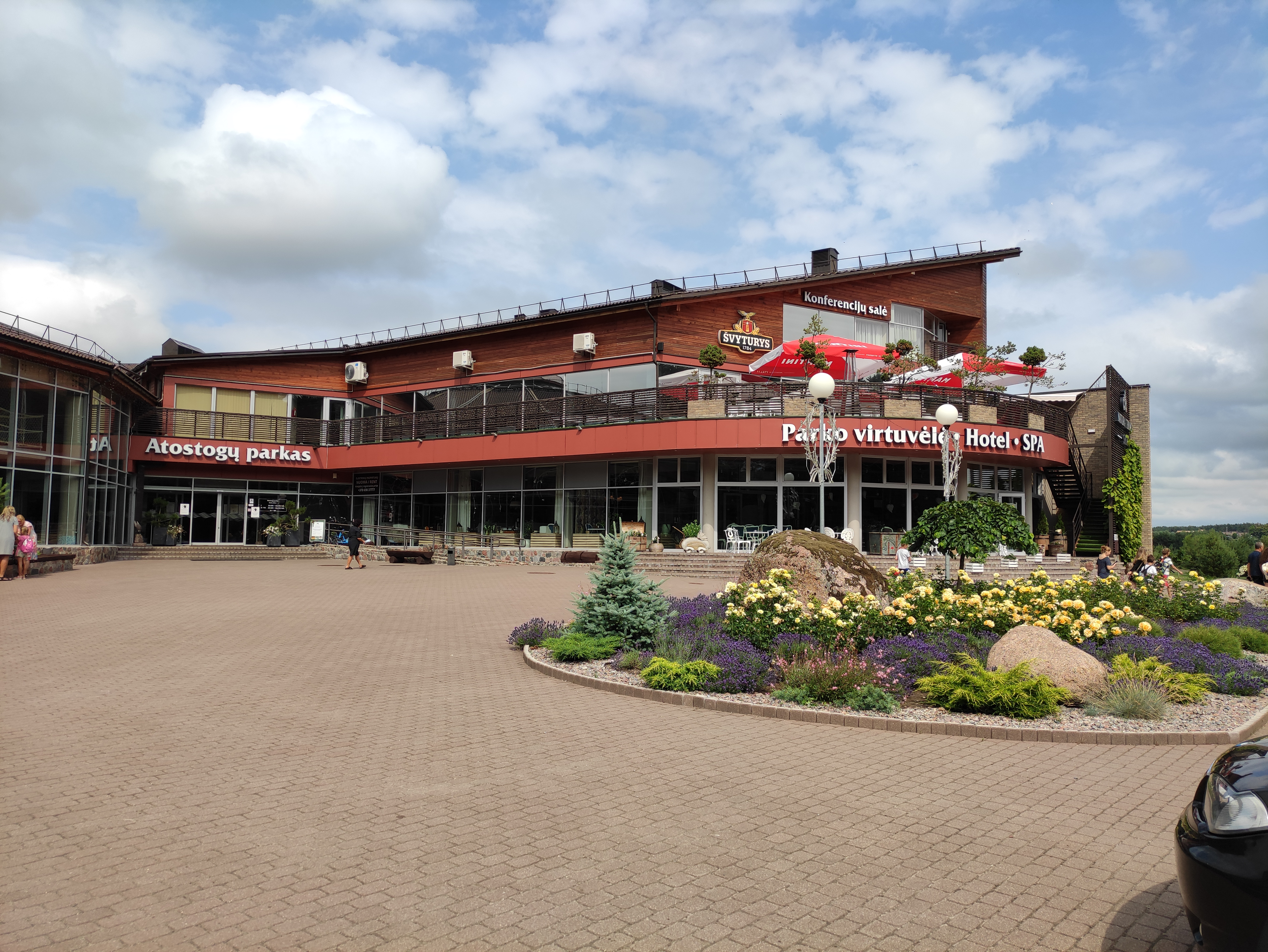
Atostogų Parkas
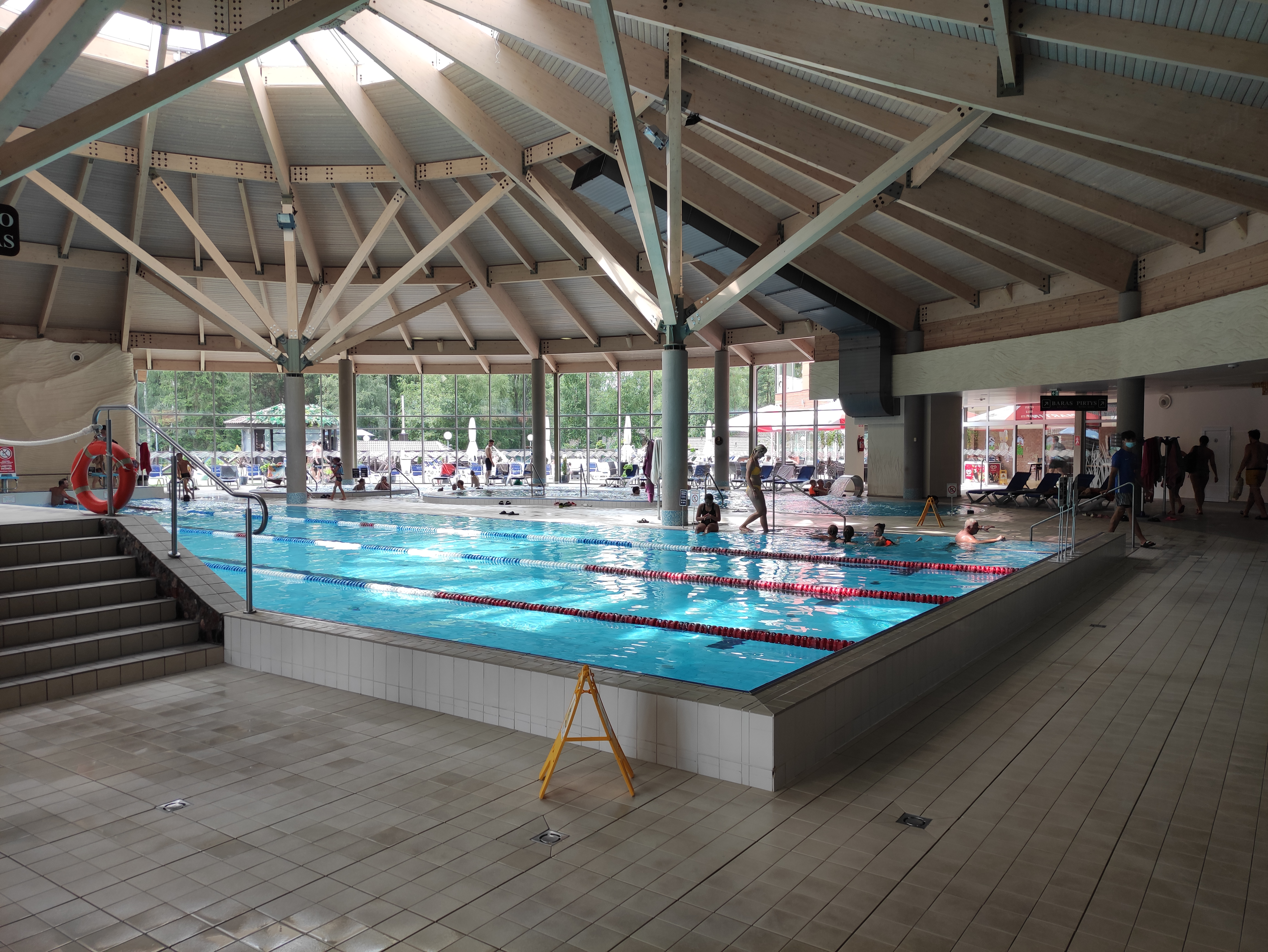
Atostogų Parkas
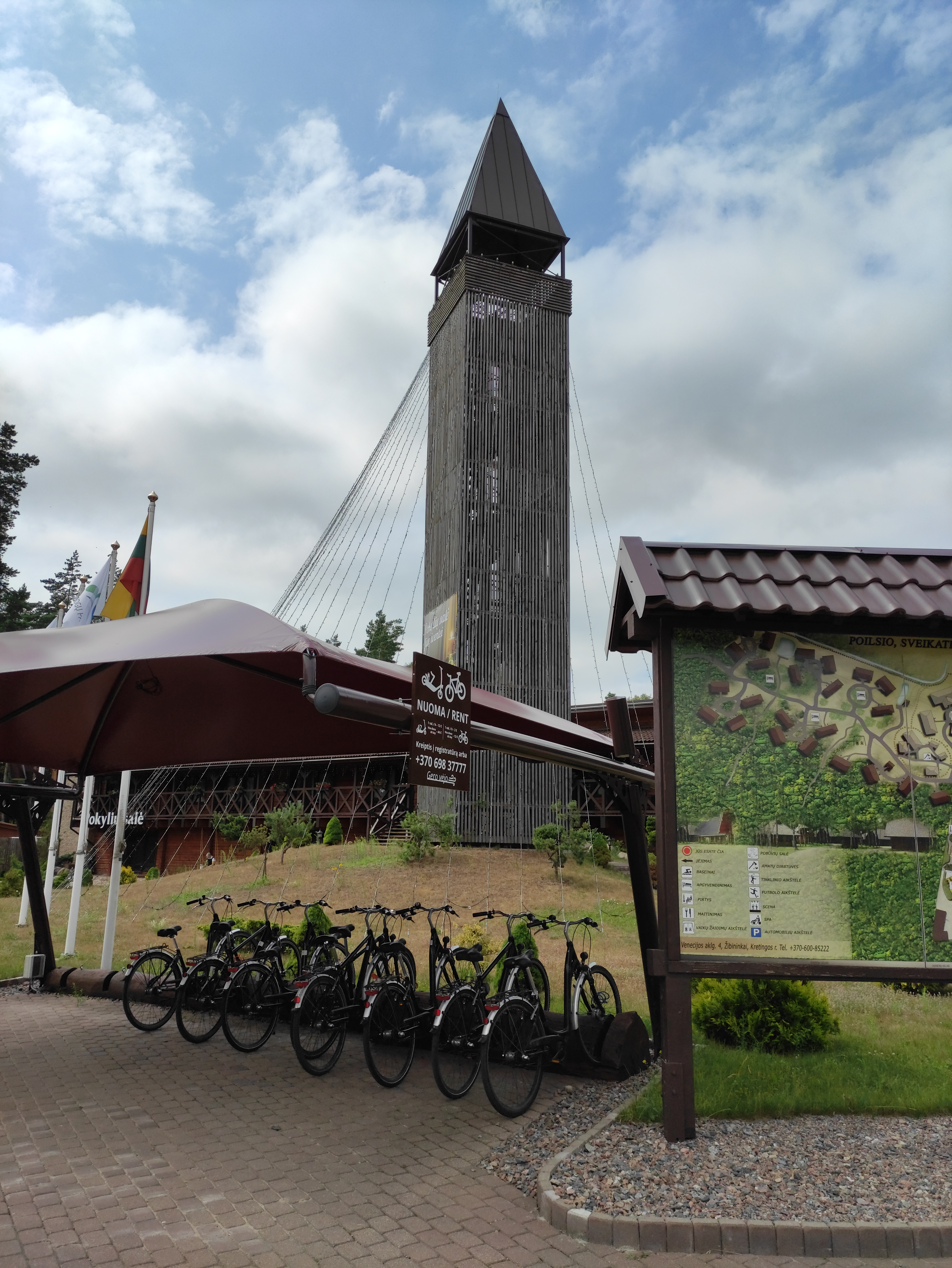
Atostogų Parkas
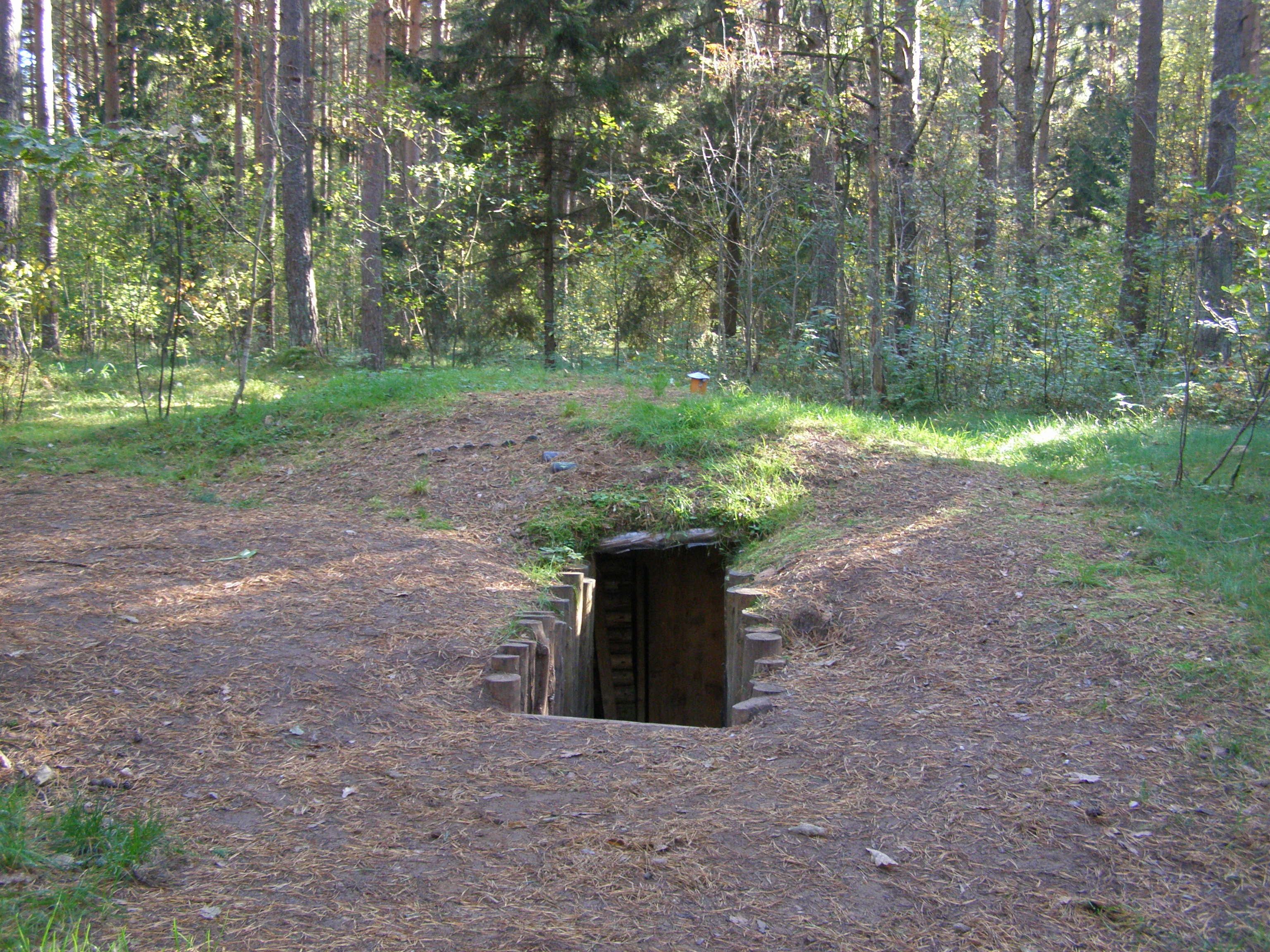
Žibininkų partizanų bunkeris
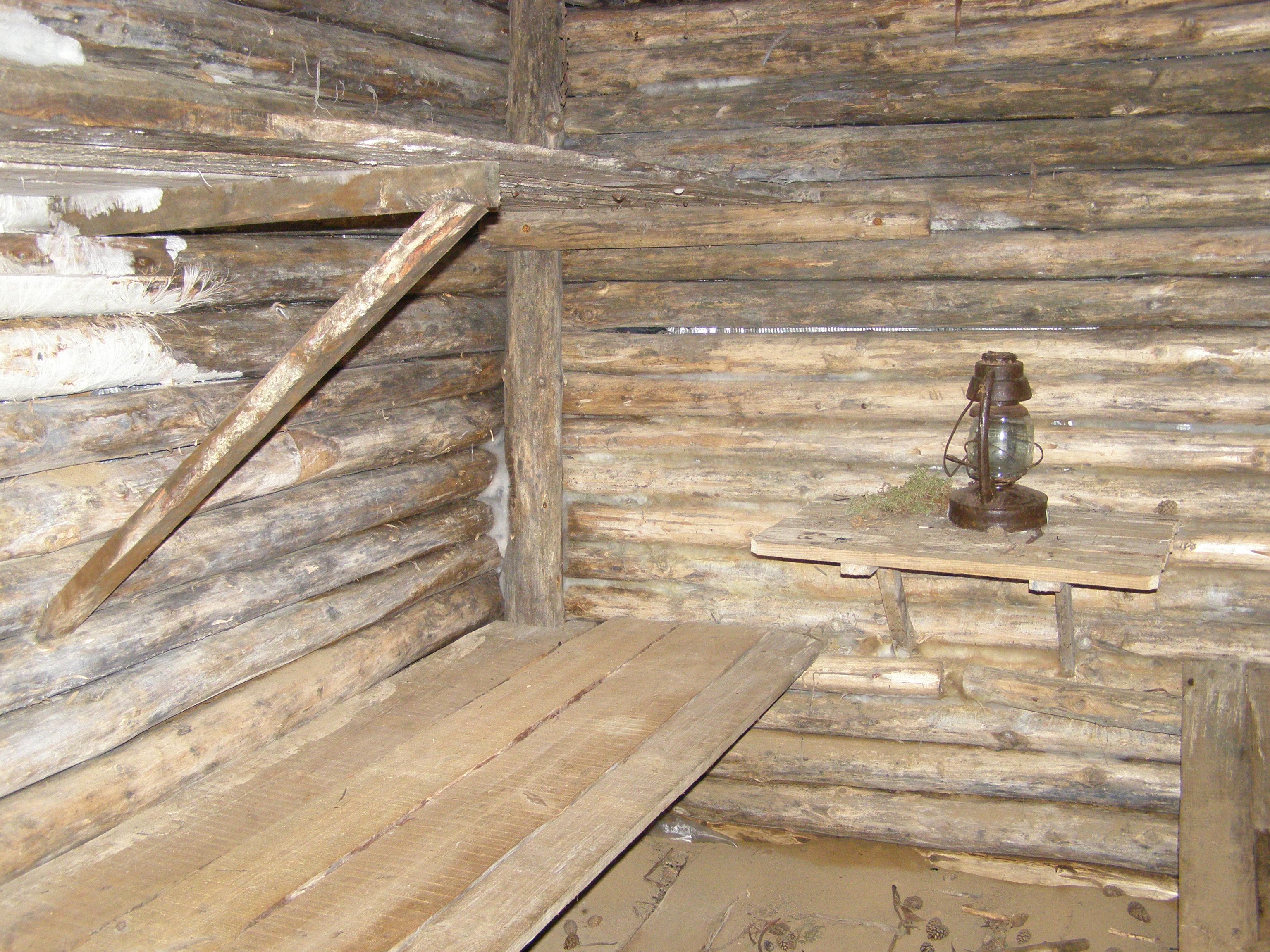
Žibininkų partizanų bunkeris
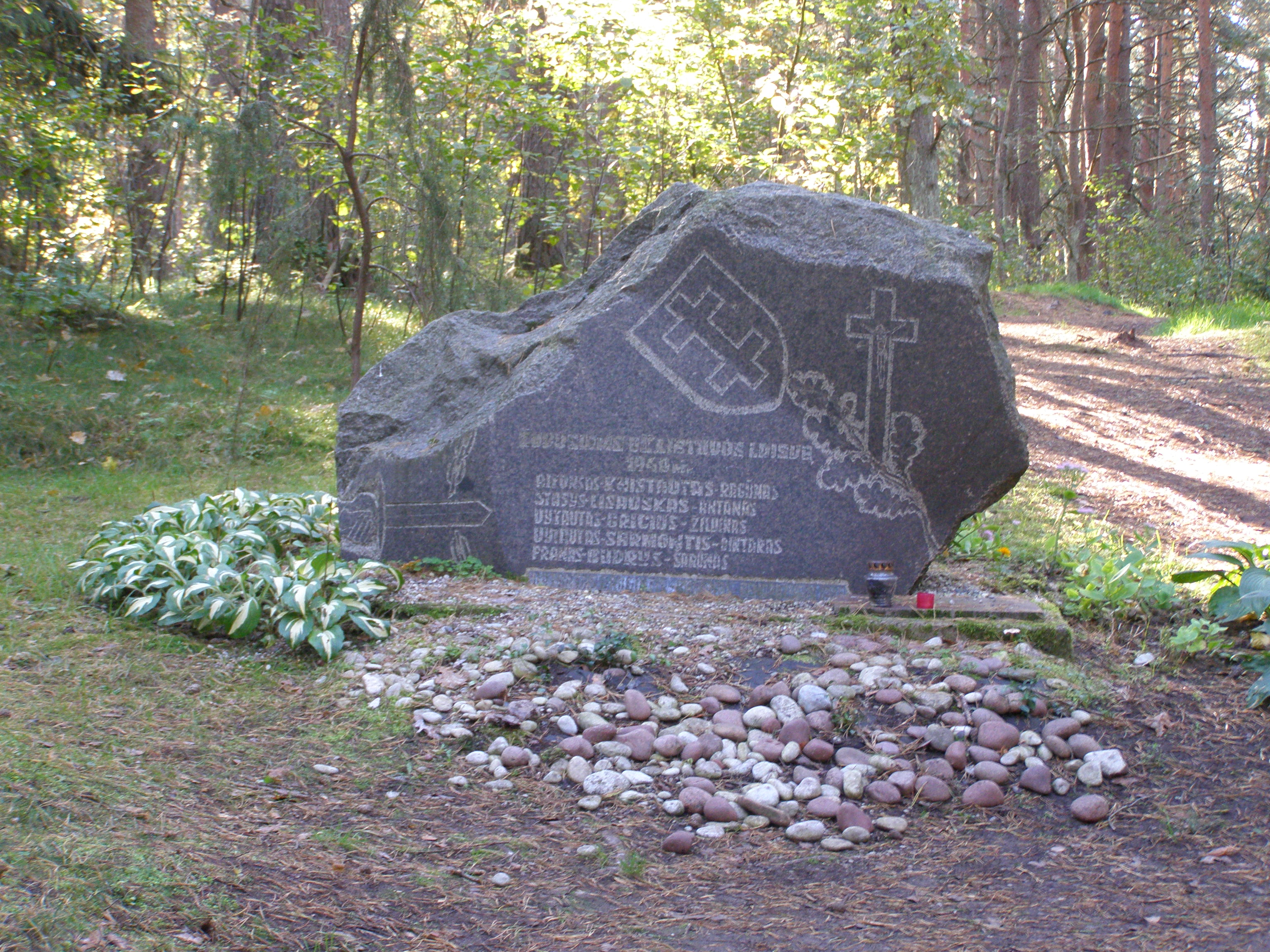
Památník odboje (Žibininkai monument)